# Emilio Cantarero
Emilio Marcelo Cantarero (Salta, 4 de septiembre de 1943 - Ibidem, 9 de marzo de 2020) fue un contador público y político argentino, miembro del Partido Justicialista. Se desempeñó como Ministro de Economía y Obras y Servicios Públicos de la provincia de Salta, diputado provincial y como senador nacional por la misma provincia.

## Biografía
Nació en la ciudad de Salta en 1943, hijo de un aceitero. Estudió contador público en la Universidad Nacional de Salta.
Trabajó en el periódico El Tribuno de Salta (fundado por el político y empresario Roberto Romero) desde 1958 hasta 1972, cuando se convirtió en presidente del directorio hasta 1983. Formó parte del grupo Horizontes S.A. y llegó a ser una de las personas de confianza de Romero, trabajando luego con su hijo. Entre 1976 y 1980 fue también presidente del Club Atlético Central Norte.
Su carrera pública inició en 1983 cuando Roberto Romero asumió como gobernador y lo designó Ministro de Economía y Obras y Servicios Públicos de la provincia de Salta, desempeñando el cargo hasta 1987. Ese año fue elegido diputado provincial por el Departamento de la Capital, ocupando la presidencia de la Comisión de Hacienda y Presupuesto, hasta 1991.
Entre 1991 y 1995 fue el principal asesor de Juan Carlos Romero en la presidencia de la Comisión de Hacienda y Finanzas del Senado de la Nación, participando en la elaboración de las leyes de privatización de empresas estatales.
La Legislatura salteña lo designó senador nacional en 1995, completando el periodo de Juan Carlos Romero (que había sido elegido gobernador), ocupando una banca hasta 2001.
En 2000 formó parte de los senadores acusados de recibir sobornos del gobierno de Fernando de la Rúa, junto a Alberto Tell, Augusto Alasino, Ricardo Branda y Remo Costanzo, para aprobar la ley 25.250 de Reforma Laboral, en lo que se conoció como el «escándalo de coimas en el Senado». Por ese hecho fue procesado por el juez Daniel Rafecas. Después de una investigación que incluyó un examen del movimiento de dinero de las cuentas de la Secretaría de Inteligencia del Estado (SIDE) que no encontró evidencia que respaldara las denuncias, todos los imputados fueron absueltos en diciembre de 2013 por los jueces Miguel Pons, Guillermo Gordo y Fernando Ramírez, por considerarse que no era posible probar ningún delito. Finalmente, la Cámara Federal de Casación confirmó la sentencia y la causa fue cerrada.
Falleció el 9 de marzo de 2020 en su casa en Salta, a los 76 años.